# Detroit 1-8-7
Detroit 1-8-7 è una serie televisiva poliziesca statunitense creata da Jason Richman per la ABC. La serie segue le vicende della squadra omicidi della polizia di Detroit, capitana dal Detective Louis Fitch, interpretato da Michael Imperioli.
Inizialmente concepita come un mockumentary, per dare al tutto un impatto più crudo e realista, la serie è stata in seguito modificata optando per uno stile narrativo tradizionale. La serie ha debuttato sulla ABC il 21 settembre 2010 ed è stata cancellata il 13 maggio 2011, dopo diciotto episodi trasmessi.
La serie ha debuttato in Italia sul canale Fox Crime a partire dal 4 marzo 2011.

## Episodi
| Stagione       | Episodi | Prima TV originale | Prima TV Italia |
| -------------- | ------- | ------------------ | --------------- |
| Prima stagione | 18      | 2010-2011          | 2011            |

## Distribuzione

### Edizione italiana
Il doppiaggio italiano venne eseguito dalla Dubbing Brothers.